# Lizette Salas
Lizette Salas (Azusa, 17 juli 1989) is een Amerikaanse golfprofessional. Ze debuteerde in 2011 op de LPGA Tour.

## Loopbaan
Salas studeerde als jongvolwassene op de University of Southern California en speelde daar college golf tot in 2011. In 2010 nam ze als een amateur deel aan het US Women's Open en debuteerde op de LPGA Tour.
Na haar studie, werd Salas in 2011 golfprofessional en debuteerde op de Symetra Tour. Na haar eerste golfseizoen op de Symetra Tour, ontving ze een golfkaart voor een volledige golfseizoen op de LPGA Tour in 2012.
Op 18 mei 2014 behaalde Salas haar eerste officiële LPGA-zege door het Kingsmill Championship te winnen.

## Prestaties

### Professional
LPGA Tour
| Nr. | Datum       | Toernooi               | Score           | Score | Info  |
| --- | ----------- | ---------------------- | --------------- | ----- | ----- |
| 1   | 18 mei 2014 | Kingsmill Championship | 67-68-65-71=271 | –13   | [ 2 ] |